# Tysksmide

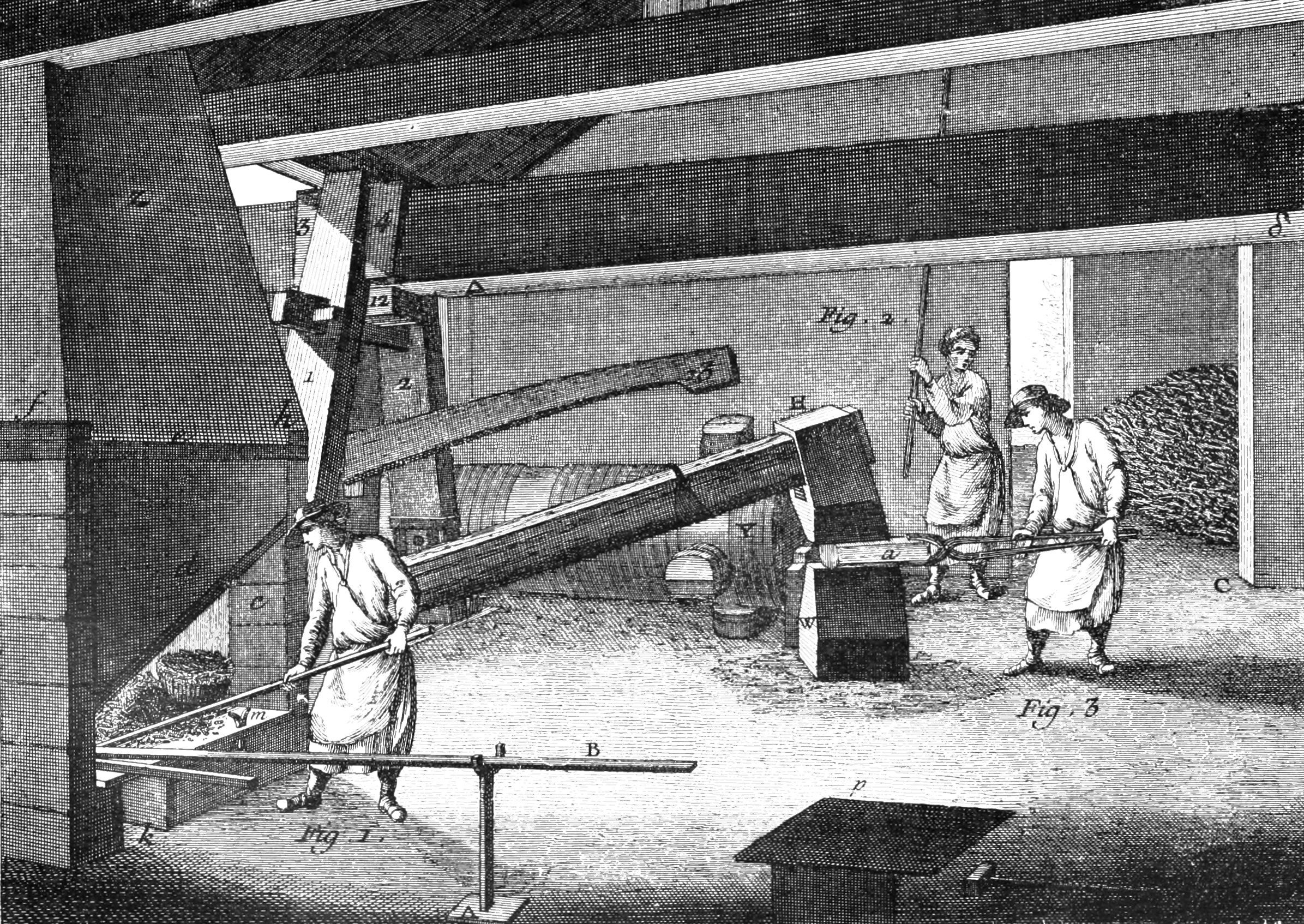
Härden (vänster) och stångjärnshammare (mitten) i en vallonsmedja. I bortre rummet (till höger) syns kolet.

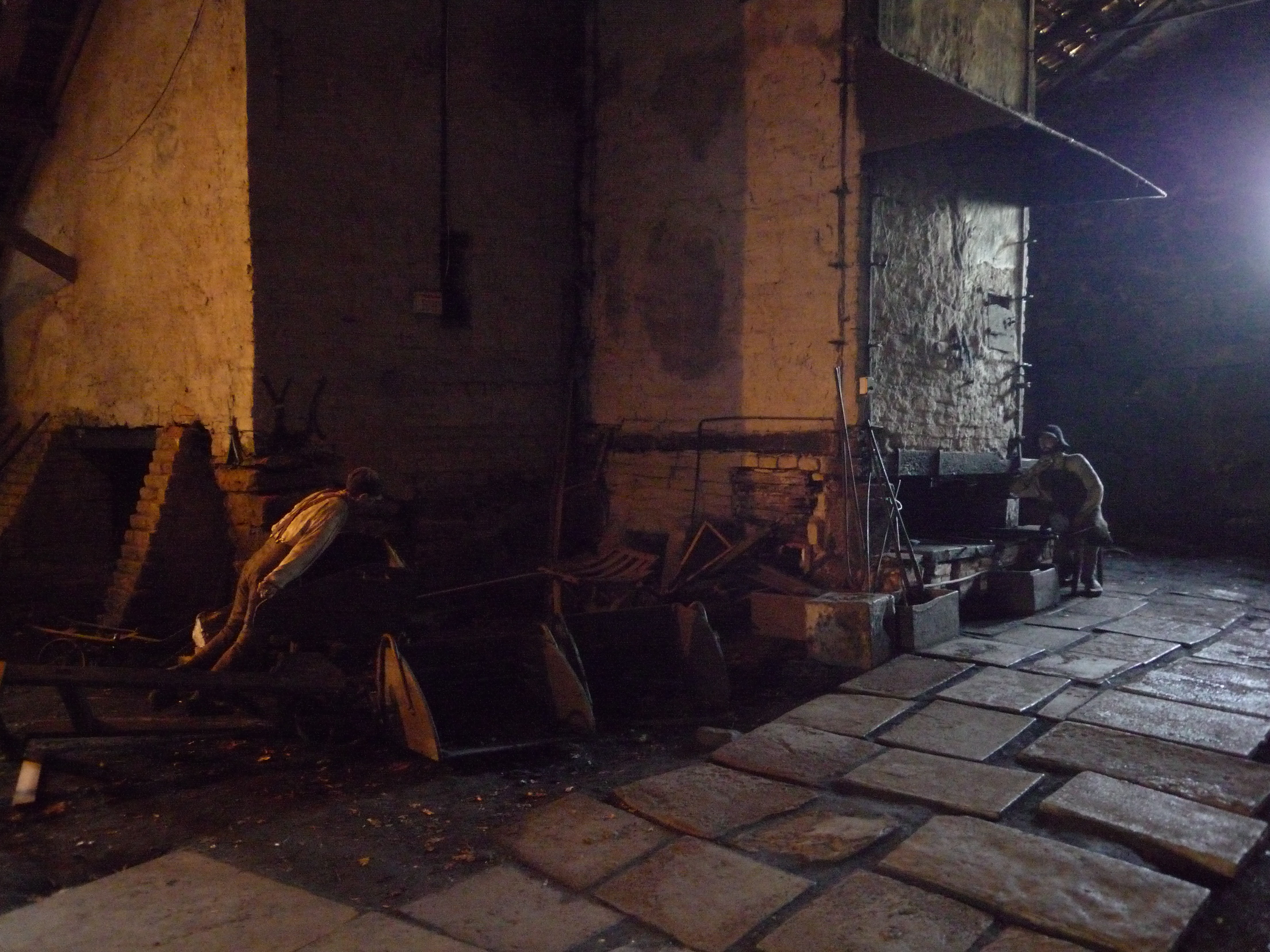
Interiör av vallonsmedja.

Tysksmide var en smidesmetod som kom till Sverige i början av 1600-talet under Gustav II Adolfs regeringstid. Metoden uppfanns i Tyskland och användes vid de svenska järnbruken ända in på 1850-talet.

## Smältning och räckning
180-220 kg tackjärn smältes i samma härd. Under tiden räcktes järnet från närmast föregående smälta. Därefter lyfte man upp det räckta tackjärnet med ett spett och fördes under brytning upp mot forman (munstycket för inblåsning av (bläst)luft) där det smältes ned på nytt och delvis färskades tillsammans med slaggen.

## Butsmide/koksmide
Beroende på tackjärnets färskhetsgrad och hur häftig brytningen var, skilde man på två olika arbetsmetoder. Den ena metoden, butsmidet, skedde med färskare tackjärn och långsammare brytning (omrörning). Vid butsmidet samlades färskorna till en löst sammanhängande så kallad "but" på härdens botten. Den andra metoden, koksmidet, gick ut på att man använde råare tackjärn och mer intensiv brytning. Resultatet av detta blev en häftigare reaktion mellan järnet och slaggen, en så kallad "kok", vilket gjorde att järnet blev bättre och jämnare färskat.

## Svalning
Oavsett om det rörde sig om butsmide eller koksmide var nästa steg i processen svalningen, då kolen rakades ut ur härden och färskorna kyldes med vatten. Resultatet blev att de fastnade i varandra och bildade ett så kallat "färskjärn". Efter ungefär en timme vändes färskjärnet och lades in i härden igen. Härden hade då fyllts på med nytt kol och sedan påbörjades smältgöringen, det vill säga att färskjärnet nedsmältes till en smälta på härdens botten. Smältan togs ut och bearbetades med en stångjärnshammare till en tjock kaka, som sedan höggs sönder i mindre bitar.

## Brytsmide
Tysksmidet var dyrt eftersom det gick åt stora mängder kol och järn. En variant av tysksmide var att, då man arbetade med fosforhaltigt (kallbräckt) tackjärn, var brytsmidet. Så snart en sula om cirka 10 kg bildats på härdbottnen vid smältningen bröts den upp och lades på golvet att svalna. När man fått sju till åtta lades de på härden igen blandades med resten av smältan.

## Tysksmidet försvinner
Tysksmidet utträngdes och ersattes omkring 1850 av lancashire- och franchecomté-smidesmetodema. Dessa metoder gav ett bättre och jämnare järn med mindre kolåtgång. De nya smidesmetoderna för framställning av smältjärn gav mycket lägre produktionskostnader samt som sagt bättre kvalitet. Produktionskostnaden per kg järn blev mycket lägre. De små järnbruken med tysksmidet blev utslagna under 1850- och 1860-talen. Kanske i bästa fall sammanslagna till större enheter eller för pappersproduktion.